# 여행사

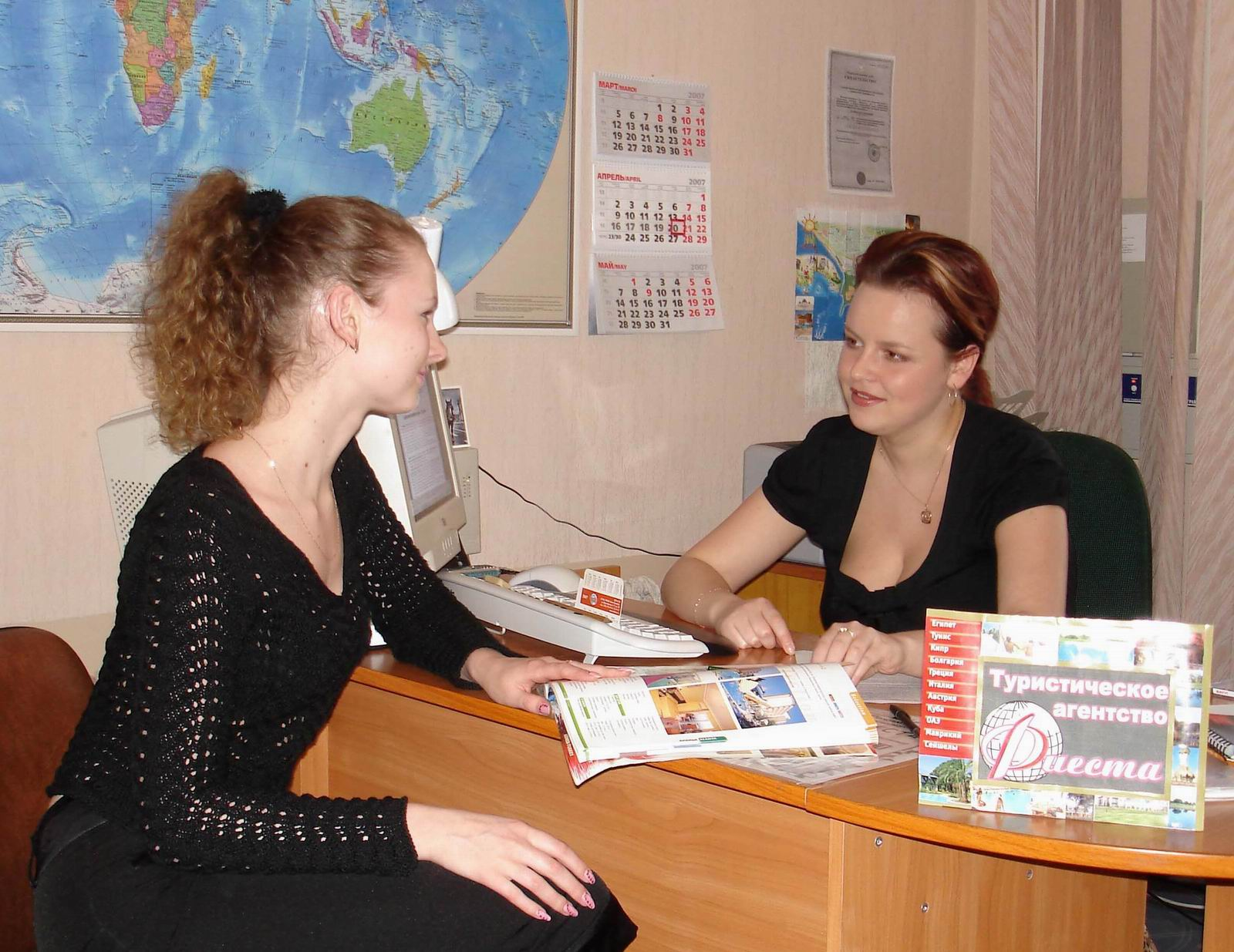
러시아의 여행사

여행사(旅行社, 문화어: 려행사, 영어: travel agency)란 항공사나 렌터카 업체, 캠핑카, 크루즈, 호텔, 철도, 관광기관 등의 여행공급자를 대신하여 여행과 관련된 상품이나 서비스를 소비자에게 판매하는 서비스업이다.
여행사가 판매를 하는 상품은 항공권, 철도 티켓 등을 대행해주는 무형의 대행 서비스이나, 한국에서는 이들을 묶은 패키지 여행을 전문적으로 하는 것이 대부분이다. 대부분의 여행사들은 여행분야를 다루기 위한 각각을 세부 부서를 가지고 있으며, 비즈니스 여행이나 전시회 또는 박람회 등에만 전문적으로 특화된 여행사도 있다. 기본적으로 여행사는 여행관련 모든 상품의 상품 판매 대행을 하는 것이 기본 업무이다.

## 여행사의 시초
1750년에 설립된 영국의 콕스 & 킹즈가 여행사의 시초라고 언급되기도 한다. 현대적인 여행사의 시초는 19세기 후반에 최초로 등장을 했으며, 토마스쿡이 그 주인공이다. 토마스쿡은 19세기 말 미드랜드 철도와 연계된 패키지 여행을 개발하여 서비스 하였다. 일반 소비자들을 대상으로 영업하였을 뿐만 아니라 다른 여행사에도 상품이란 개념으로 공급하여 판매를 하기도 했다. 이후 1881년 토마스툭은 여행자 수표(TC) 발행을 계기로 금융업에 진출하였으며, 현존하는 세계 최대의 여행사인 아메리칸 익스프레스가 등장한 것도 1850년이었다.
여행사는 1920년 상업용 항공기의 개발로 점차 보편화되게 되었고, 대한민국에서는 1912년 12월 일본교통공사(JTB) 조선지부가 설립되어 여행업무를 시작하였으며, 1945년 조선여행사로 개명되었다가, 1949년 대한여행사로 개편되었다. 1963년 한국관광공사에 흡수되었다. 1973년 대한여행사로 민영화되어 대한민국 여행사의 효시가 되었다. 1989년 해외여행 완전 자유화 조치 이후 보편화되고 현대적인 여행업이 시작되는 계기가 되었다.

## 여행사의 형태
유통의 측면에서 여행자에게 서비스를 공급하는 다음과 같은 형태의 여행사가 있다.

### 오퍼레이터
여행자가 도착하게 될 현지의 편의 시설과 서비스를 제공하는 여행사이다. 주로 항공권을 제외한 여행목적지의 호텔이나 차량 등의 서비스를 담당하며, 대부분 여행목적지 또는 근처에 기반을 두고 있지만, 국내에서 현지의 여행사 또는 호텔과 직접 접촉하여 서비스를 대행하기도 한다.

### 도매 여행사
도매 여행사 (홀세일 여행사)는 상품을 소매 여행사에 공급하는 여행사로 여행사이거나 랜드사일 수도 있다.

### 소매 여행사
소매 여행사 (리테일 여행사)는 상품을 패키지사,항공사,도매 여행사에서 공급 받아 고객에게 상품을 직접 판매를 하는 여행사를 말한다.
여행자는 소매 여행사의 서비스를 통해 최종적인 서비스를 받게 된다.

## 온라인 베이스 여행사
최근 웹2.0의 발달로 상호교류가 활발해지면서 온라인을 베이스로 하는 여행사가 발달하고 있다.

## 현지여행사
온라인과 전화 연결의 소통이 원활해지면서 한국 내 여행사보다는 현지에 있는 현지여행사를 찾는 사람들이 늘어나고 있다.

## 대한민국 여행사

### 조직
한국관광협회중앙회의 업종별 협회는 다음과 같다.
- 한국일반여행업협회

내국인 관광, 외국인의 내국 관광, 내국인의 외국 관광 모든 것을 하는 주요 관광 기관이며, 대한민국의 주요 여행사들이 이 협회에 소속되어 있다.
- 한국관광호텔업협회
- 한국외국인관광시설협회
- 한국종합유원시설협회
- 한국카지노업관광협회
- 한국휴양콘도미니엄경영협회
- 한국MICE협회
- 한국관광펜션업협회

### 형태
2021년 3월 시행 관광진흥법 시행령에 따른 대한민국의 여행업의 분류에는 다음과 같이 3가지가 있다.
1. 종합여행업 : 국내외를 여행하는 내국인 및 외국인을 대상으로 하는 여행업 (사증(비자)을 받는 절차를 대행하는 행위를 포함한다.)
2. 국내외여행업 : 국내외를 여행하는 내국인을 대상으로 하는 여행업(사증을 받는 절차를 대행하는 행위를 포함한다)
3. 국내여행업 : 국내를 여행하는 내국인을 대상으로 하는 여행업

국적별 여행자를 취급하는 허가에 따라 내국인들의 국내여행만을 담당하는 국내여행업과 주로 외국인들의 대한민국 국내외 관광을 담당하는 국내외여행업, 그리고 모든 것을 할 수 있는 종합여행업이 있다. 자본금 규모에 따라서 국내여행업은 1천 5백 만 원, 국내외여행업은 3천만 원, 종합여행업은 5천만 원 이상의 자본금을 요구한다. 여행자의 피해로 인한 영업보증금을 의무적으로 가입해야 하며, 국내여행업은 2천만 원 이상, 국내외여행업은 3천만 원 이상, 종합여행업은 5천만 원 이상(전년도 매출 1억원일 경우)의 보증보험을 가입해야 한다. 또한 신문광고나 TV 광고 등을 통해 여행객을 모집할 때는 기획여행신고를 해야 하며, 5억 원 이상의 보증보험을 가입해야 한다.
대한민국에서는 도매업체와 소매업체가 있어며, 여행사 간 특화된 상품을 서로 교류하기도 한다.
도매여행사는 상품 공급자의 입장으로 대한민국에서는 하나투어와 모두투어 등의 상품 공급자와 다양한 항공권 도소매를 하는 업체가 있다. 또한 몰디브와 같은 특정 지역의 독점하여 도매상품을 공급하기도 한다. 그런 도매상품을 파는 여행사를 소매여행사라고 한다.

## 같이 보기
- 관광 가이드
- 여행 오퍼레이터